# Medal „Upamiętnienia 1000-lecia Kazania”
Medal „W upamiętnieniu 1000-lecia Kazania” (ros. Медаль «В память 1000-летия Казани») – państwowe odznaczenie Federacji Rosyjskiej.

## Historia
Odznaczenia zostało ustanowione dekretem Prezydenta Federacji Rosyjskiej z dnia 30 czerwca 2005 roku nr 762 dla upamiętnienia 1000-lecia powstania miasta Kazań, jako wyróżnienie dla osób zasłużonych dla tego miasta.
Dekret Prezydenta Federacji Rosyjskiej z dnia 7 września 2010 roku nr 1099 o systemie odznaczeń państwowych nie wymienia tego odznaczenia jako odznaczenie państwowe, jak innych podobnych odznaczeń jubileuszowych ustanowionych wcześniej przez Prezydenta Federacji Rosyjskiej w latach 1996–2010.
Odznaczenie jest jednostopniowe.

## Zasady nadawania
Odznaczenie zgodnie ze statutem zawartym w dekrecie było nadawane:
- mieszkańcom Kazania – uczestnikom wielkiej wojny ojczyźnianej 1941-1945
- mieszkańcom Kazania – robotnikom, którzy pracowali w czasie wielkiej wojny ojczyźnianej w latach 1941-1945 w Kazaniu przez okres co najmniej sześciu miesięcy, lub nagrodzonym orderami i medalami za bezinteresowną pracę w latach wielkiej wojny ojczyźnianej 1941-1945
- mieszkańcom Kazania – weteranom pracy
- obywatelom, którzy wnieśli znaczący wkład w rozwój Kazania[1].

Odznaczenie był nadawane tylko w roku 2005.

## Opis odznaki
Odznaka medalu jest to okrągły krążek o średnicy 32 mm, wykonany z mosiądzu.
Na awersie odznaczenia znajduje się rysunek przedstawiający kompleks Kremla w Kazaniu. Wzdłuż krawędzi jest napis w języku rosyjskim В ПАМЯТЬ 1000-ЛЕТИЯ КАЗАНИ (pol. Na pamiątkę 1000-lecia Kazania). 
Na rewersie medalu w środku znajduje się herb Kazania, po jego lewej stronie gałązka laurowa, a po prawej gałązka dębowa. Pomiędzy nimi u dołu jest data 1005–2005.
Medal zawieszony był na wstążce orderowej o szerokości 24 mm. Z lewej strony pasek koloru zielonego o szer. 10 mm, w środku pasek koloru białego o szer. 4 mm, a z prawej pasek koloru czerwonego o szer. 10 mm.